# Fresquel
El Fresquel és un riu del sud de França que esdevé un alfuent del riu Aude per la riba esquerra. La gran part del recorregut el fa al departament de l'Aude, a la regió d'Occitània, tot i que fa un petit recorregur per l'Alta Garona.

## Geografia
És un riu del Lauraguès, que té el naixement al nord-oest del departament de l'Aude, al costat del municipi de Varanha. Es dirigeix cap a l'oest, fins al departament de l'Alta Garona, després de nou cap al nord per tornar a entrar a l'Aude al costat del Pas de Naurosa i després d'un recorregut de 63 km, desemboca al riu Aude, a la riba esquerra prop de Carcassona.
En el curs baix, les aigües d'aquest riu s'usen per alimentar el Canal del Migdia.

## Principals municipis que atravessa
El Fresquel travessa dos departaments i 24 municipis que són:
- Aude (11): Baraigne, Labastide-d'Anjou, Ricaud, Solhanèls, Castellnou d'Arri, Sant Martin la Landa, Las Bòrdas, Vilapinta, Alzona, Pesens, Ventenac de Cabardés, Puègnautièr, Carcassona
- Alta Garona (31) : Avinhonet de Lauragués

## Principals afluents
El Fresquel té 25 afluents, que són:
Riba esquerra, que baixen de la Muntanya Negra :
- els torrents de Puginier i de Glande.
- l'Argentouire.
- el Lampy: 29,3 km
- la Vernassonne.
- la Rougeanne o l'Alzeau: 33,6 km

Riba dreta :
- el Tréboul: 22,6 km
- La Preuilhe.
- el Rebenty del Razès.